# Brigitte Chamak
Brigitte Chamak és una sociòloga francesa. Doctora en Història, Sociologia i Epistemologia de la Ciència i la Tecnologia, és enginyera de recerca a l'Institut Nacional de Salut i Investigació Mèdica (Inserm).